# CC 12600
Der CC 12600 von Tadano Demag war nach dem CC 8800-1 Twin der zweitstärkste Raupenkran dieser Firma und wurde in Zweibrücken hergestellt. Er war der Nachfolger des CC 12000 und wurde 1996 zum ersten Mal gebaut. Mit einer Tragfähigkeit von 1600 Tonnen auf 8 Meter Ausladung kann er 250 Tonnen mehr heben als der LR 11350 von Liebherr. Seine Auslegerhöhe beträgt aber nur 198 Meter und er ist damit um 30 Meter niedriger als der LR 11350. Der CC 12600 ist für den Transport in einzelne Teile zerlegbar, er wird am Einsatzort wieder zusammengebaut.

## Daten
- Gesamtlänge: 22,0 m
- Gesamtbreite: 14,6 m
- Gesamthöhe v: 9,4 m
- Gesamthöhe h: 13,8 m
- Gesamthöhe: 198,0 m
- Tragfähigk.: 1600 t
- Leistung: 550 PS Mercedes-Benz-Motor